# Der Tiger von Eschnapur (1959)
Der Tiger von Eschnapur ist ein deutsch-italienisch-französischer Abenteuerfilm von Fritz Lang aus dem Jahr 1958. Es handelt sich um eine stark abgewandelte Neuverfilmung des zweiteiligen Stummfilmklassikers Das indische Grabmal aus dem Jahr 1921 und des Films Der Tiger von Eschnapur aus dem Jahr 1938. Uraufführung fand am 21. Januar 1959 im Palast-Theater in Hannover statt. Im März desselben Jahres erschien die Fortsetzung Das indische Grabmal.

## Handlung
Der deutsche Ingenieur Harald Berger rettet auf seinem Weg in die (fiktive) indische Stadt Eschnapur die Tempeltänzerin Seetha vor einem gefährlichen Tiger. In Eschnapur, wo Berger arbeiten soll, herrscht Fürst Chandra, der Berger nach seiner Ankunft einen Smaragdring schenkt, weil er die Tänzerin gerettet hat. Doch auch Berger hat sich in Seetha verliebt und überdies herausgefunden, dass sie europäische Eltern hat.
Seetha tanzt vor dem Fürsten, der sie heiraten und so zur neuen Maharani machen will. Das missfällt Fürst Padhu, dem Bruder der verstorbenen Maharani. Fürst Ramigani, Chandras Halbbruder, hofft insgeheim im Falle einer solchen Heirat zusätzlich auf die Empörung der Priesterschaft, weil er gern selbst an die Macht möchte.
Padhu lässt Seetha entführen, sie wird aber von Chandra befreit. Berger besucht sie heimlich in dessen Seepalast, was Chandra jedoch erfährt. Obwohl Ramigani bei einem Fest heimtückisch Seethas Dienerin Bharani töten lässt, kann sich Fürst Chandra als Beobachter eines erneuten Treffens von Berger mit Seetha Gewissheit verschaffen, dass die beiden ein Verhältnis miteinander haben.
Er wirft Berger dem inzwischen eingefangenen Tiger zum Fraß vor, doch Berger kann den Tiger besiegen. Zusammen mit Seetha flüchtet er aus dem Palast des Maharadschas. Sein Chef und Schwager Dr. Rhode, der inzwischen mit seiner Frau Irene im Palast Chandras angekommen ist, trifft ihn nicht mehr an. Stattdessen erhält Rhode vom Maharadscha den Auftrag, ein Grabmal zu erbauen, da die Frau, die er liebte, ihn betrogen habe.
Berger und Seetha sind auf der Flucht vor dem Hetzkommando, das Chandra ihnen hinterhergeschickt hat. Sie geraten in einen Sandsturm und bleiben regungslos liegen.

## Hintergrund

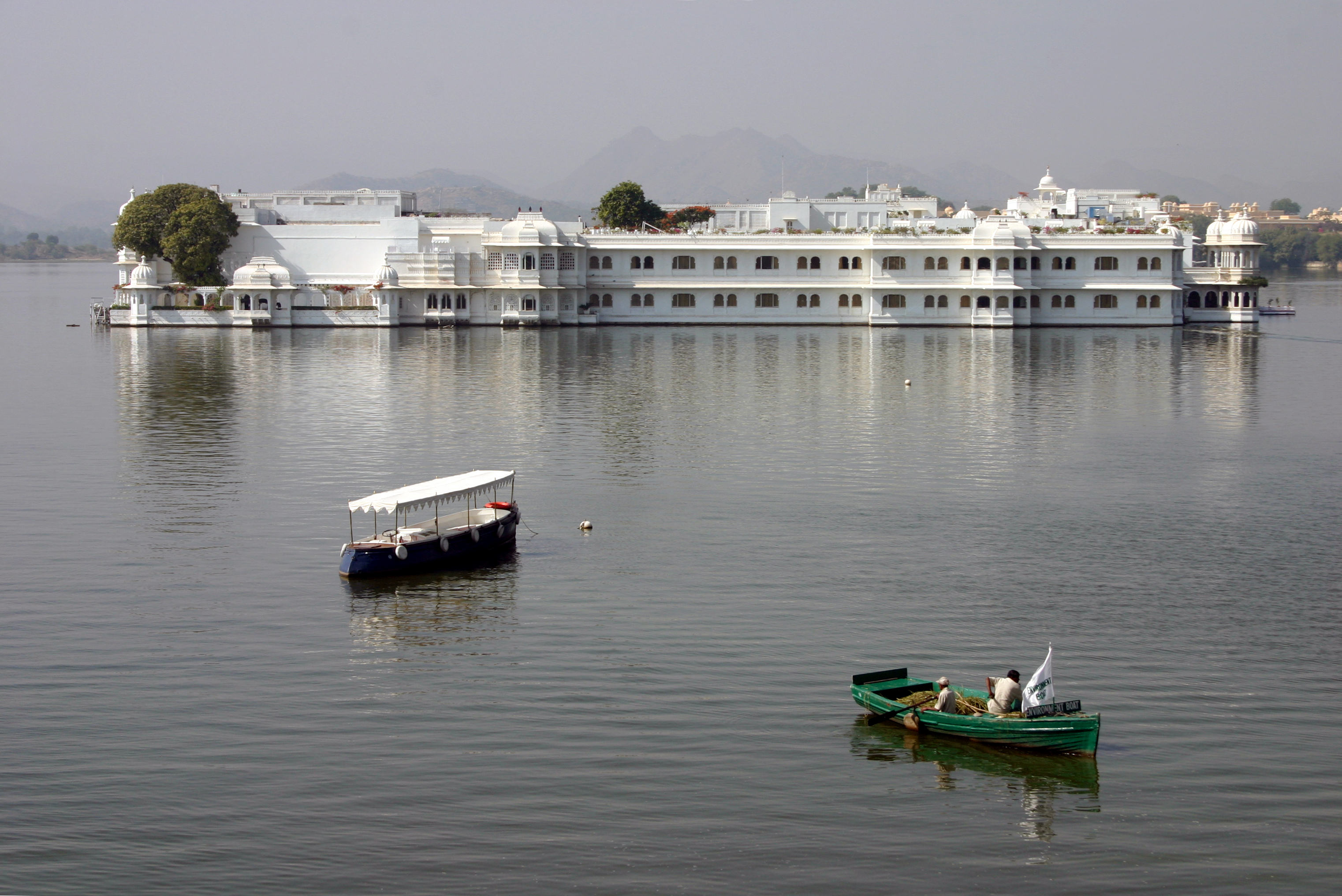
Der Lake Palace von Udaipur im Pichhola-See

Fritz Lang kehrte 1957 aus Amerika zurück und erhielt von dem Produzenten Artur Brauner das Angebot einer Neuverfilmung von Das indische Grabmal aus dem Jahr 1921. Lang hatte damals bereits das Drehbuch geschrieben, hatte die Regie jedoch Joe May überlassen müssen.
Die Handlung des neuen Films hat mit dem Klassiker von 1921 nicht mehr viel gemeinsam. Regisseur Fritz Lang störte besonders die dem Drehbuch von Werner Jörg Lüddecke innewohnende Sentimentalität, und so änderte er es vielfach in seinem Sinne. Gefallen fand Lang hingegen an der Möglichkeit, Architektur in Szene zu setzen.
Gedreht wurden die Außenaufnahmen vom Oktober bis zum November 1958 im indischen Bundesstaat Rajasthan, unter anderem am Lake Palace von Udaipur. Im deutschen Fernsehen war der Film erstmals am 25. Dezember 1970 in der ARD zu sehen.
In der deutschen Kinofassung wurde die aus den USA stammende Debra Paget von Rosemarie Fendel synchronisiert, Paul Wagner lieh dem russischstämmigen Valéry Inkijinoff seine Stimme.

## Kritiken
- Heyne Filmlexikon (1995): „Fritz Langs farbenfrohes Remake [... ] ist ein abenteuerlich-romantisches Märchen, Traumkino mit bizarren Untertönen. Für einen ‚echten Lang‘ allerdings zu schlaff.“

- Lexikon des internationalen Films: „[... ] naiv-romantisches Märchen und üppig ausgestattetes Abenteuer-Spektakel in schönen Farben und getragenem Rhythmus. Vor allem die blassen, oft unfreiwillig komischen Schauspieler und die Zugeständnisse an die Trivial-Romantik im bundesdeutschen Kino der 50er Jahre lassen den Film allenfalls das Niveau eines unterhaltsamen Schaustückes erreichen.“[2]

- Adolf Heinzlmeier und Berndt Schulz in Lexikon „Filme im Fernsehen“ (Erweiterte Neuausgabe). Rasch und Röhring, Hamburg 1990, ISBN 3-89136-392-3, S. 817: „Exotisches Abenteuer in grandioser Ausstattung – verkitschte Trivialromantik im Stil der fünfziger Jahre; nicht zu vergleichen mit Langs früheren Meisterwerken.“ (Wertung: 2 Sterne = durchschnittlich)

## Verweise
- Der Tiger von Eschnapur bei filmportal.de
- Der Tiger von Eschnapur bei IMDb
- Der Tiger von Eschnapur. Der Film ist abrufbar im Internet Archive
- Der Tiger von Eschnapur bei deutscher-tonfilm.de (Archivversion) (Memento vom 14. Oktober 2007 im Internet Archive)